# エッジワース・カイパーベルト天体
| 太陽系外縁天体                                         | 太陽系外縁天体         |
| ------------------------------------------------------ | ---------------------- |
| エッジワース ・カイパー ベルト （海王星との 軌道共鳴） | (3:4)                  |
| エッジワース ・カイパー ベルト （海王星との 軌道共鳴） | 冥王星族 (2:3)         |
| エッジワース ・カイパー ベルト （海王星との 軌道共鳴） | (3:5)                  |
| エッジワース ・カイパー ベルト （海王星との 軌道共鳴） | キュビワノ族 ( - )     |
| エッジワース ・カイパー ベルト （海王星との 軌道共鳴） | (1:2)                  |
| 散乱円盤天体                                           |                        |
| オールトの雲                                           |                        |
| 類似天体                                               | ケンタウルス族         |
| 類似天体                                               | 海王星のトロヤ群       |
| 類似天体                                               | 彗星（遷移天体）       |
| 関連項目                                               | 準惑星（冥王星型天体） |
| 関連項目                                               | 太陽系小天体           |
| ■Portal ■Project ■Template                             |                        |

エッジワース・カイパーベルト天体（エッジワース・カイパーベルトてんたい、英：Edgeworth-Kuiper Belt Object、EKBO）は、太陽系の中で海王星軌道より遠い天体（太陽系外縁天体、TNO）のうち、エッジワース・カイパーベルトにある天体の総称。単にカイパーベルト天体ともよばれる。
なお、日本学術会議による2007年4月9日の対外報告（第一報告）では、「エッジワース・カイパーベルト天体」および「カイパーベルト天体」を「TNO（海王星以遠天体）」の別名としているが、TNOとはカイパーベルト外の天体も含んだ海王星以遠に存在する天体の総称であり、異なる概念である。

## 概要

エッジワース・カイパーベルトと仮説上のオールトの雲の想像図

狭義には軌道長半径が約30 au～約48 auの天体を指す。仮説上のオールトの雲や内オールトの雲よりは内側の天体である。小惑星帯（メインベルト）で最大の (1) ケレス（直径約950 km）を超えるものもいくつかあり、総質量はメインベルト小惑星の数百倍と推算されている。
(134340) 冥王星やカロン（冥王星の第1衛星）、 (50000) クワオアーなどがEKBOに含まれる。また、軌道長半径が約48 au以上で離心率が大きい散乱円盤天体 (SDO) をEKBOに含めることがある。SDOとしては (136199) エリスなどがある。
ただし、(90377) セドナは、軌道が非常に大きいだけでなく、近日点 (76 au) でもエッジワース・カイパーベルトよりかなり外側なので、EKBOには含めない。
(2060) キロンなどケンタウルス族や、短周期彗星、海王星の衛星トリトン、土星の衛星フェーベなどは、その軌道および成分などから、元はEKBOだったと考えられている。
直径の大きいものとしては、冥王星とエリスが最大級のものとして知られているが、このどちらがより大きいかははっきりと分かっていない。一方、これまでに発見された中で最も直径の小さいクラスのものとしては、2019年1月に宮古島にて発見された半径約1kmのものが知られており、これほど遠くて小さい天体は巨大望遠鏡を用いても直接観測が不可能であり、小型望遠鏡で掩蔽を観測したことによって発見された。

## 分類

大きなEKBO。共鳴天体は赤、キュビワノは青、SDO（近いもののみ）は灰色。横軸は軌道長半径、縦軸は軌道傾斜角。

EKBOの分布。共鳴天体は赤、キュビワノは青、SDO（近いもののみ）は灰色。横軸は軌道長半径、縦軸は軌道傾斜角。

軌道長半径で分類したキュビワノと共鳴天体

- 散乱円盤天体 (SDO)
軌道長半径が約48 au～約400 auで、離心率が大きい天体。近日点距離は約30～40 au（ほとんどは約30 auを大きく超えない）、遠日点ははるか遠く（約70～数百 au）にある。海王星の重力によって、エッジワース・カイパーベルトから散乱させられた天体である。太陽から遠く暗いため、未発見の大きなものが多数あると推測されている。最大の (136199) エリスもSDOである。なお、SDOをEKBOに含めないこともある。
  - (90377) セドナを便宜上SDOに含めることがあるが、EKBOには含めない。
  - ケンタウルス族を、内側への散乱天体として、外側への散乱天体であるSDOと一括してあつかうことがある。
- 狭義のEKBO
  - 共鳴天体（共鳴TNO、共鳴EKBO）
海王星との軌道共鳴により、公転周期が整数比（尽数関係）にある天体。海王星との永年共鳴と摂動により、離心率と軌道傾斜角が増大している。軌道が大きくSDOの定義に当てはまるものは、SDOに分類することもある。なお、以下の「3:2」などは公転周期の比だが、角速度の比を表す（つまり3:2の代わりに2:3とする）流儀もある。
    - 冥王星族（プルーティノ）
海王星との3:2共鳴天体。公転周期約247年、軌道長半径約39.4 auで、エッジワース・カイパーベルトの内縁付近に位置する。(134340) 冥王星など。
    - トゥーティノ族
海王星との2:1共鳴天体。公転周期約330年、軌道長半径約47.7 auで、エッジワース・カイパーベルトの外縁付近に位置する。(26308) 1998 SM165など。族名のtwotinoは、two + plutinoからの造語である。
    - 他に4:3、5:3共鳴天体がある他、4:7、3:7、2:5、3:8、1:3などの共鳴天体かもしれないと考えられている天体も知られている。1:1共鳴天体もあるが、EKBOではなく海王星のトロヤ群である。

  - キュビワノ族（古典的TNO、古典的EKBO）
EKBOのうち、SDO・共鳴天体以外のもの。海王星の永年共鳴を受けないため、軌道傾斜角も離心率も低く、ほとんどは離心率0.2以下、軌道傾斜角10°以下である。近日点距離は35 au以上で、あまり海王星には近づかない。軌道長半径は、ほとんどがトゥーティノと冥王星族の間の41 au～48 auである。族名は、最初に発見された (15760) アルビオンの当時の仮符号1992 QB1（キュービーワン）からきている。

2006年のIAU総会で、静水平衡、つまり重力でほぼ球形になった天体（惑星・衛星以外）はdwarf planet（準惑星）に分類され、また太陽系外縁天体の新しいサブグループ（正式名称は2008年に plutoid と決まった。日本学術会議は2007年4月9日の対外報告（第一報告）で、日本語名称として冥王星型天体を推奨している）も定義された。EKBOでは(134340) 冥王星、(136199) エリス、(136108) ハウメア、(136472) マケマケが準惑星（冥王星型天体）に属する。今後の観測・研究によって、さらに増えると予想されている。
なお、EKBOを含めTNOは世界各地の創世神話にちなんで命名すると決められている。例えば、クワオワーはアメリカ先住民トングヴァ族の、セドナはイヌイットの創世神話から名づけられた。

## 主なEKBOおよび関連天体

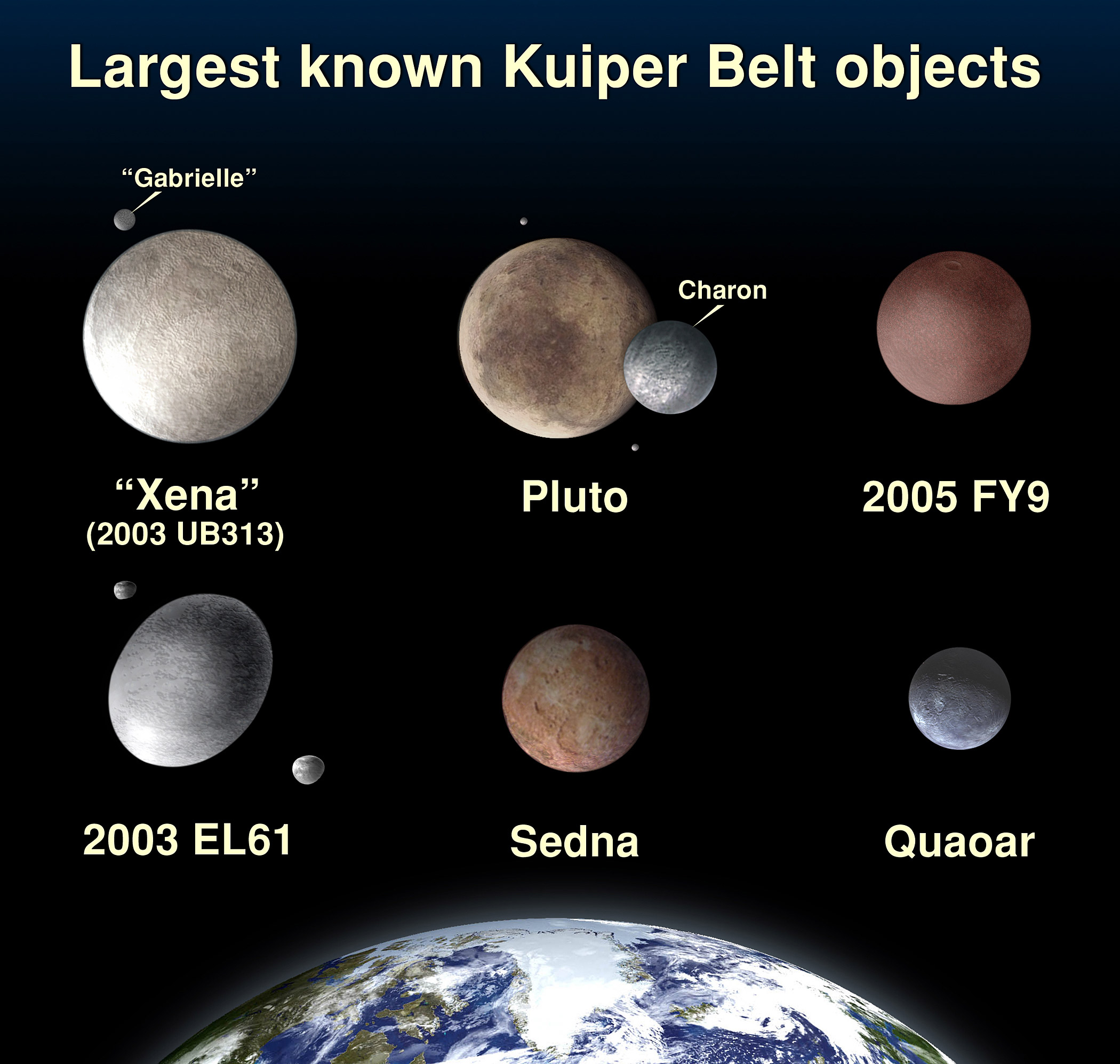
主な天体の大きさの比較

| 確定符号           | 名前 （仮符号）    | 種類           | 直径 (km)             | 公転周期 （年） | 衛星 | 発見 | 備考                               |
| ------------------ | ------------------ | -------------- | --------------------- | --------------- | ---- | ---- | ---------------------------------- |
| Saturn IX          | フェーベ           | 土星の衛星     | 220                   | (29.46)         | -    | 1898 | 逆行衛星                           |
| 2060               | キロン             | ケンタウルス族 | 132 ～ 142            | 50.54           | -    | 1977 | 最大のケンタウルス族               |
| Neptune I          | トリトン           | 海王星の衛星   | 2,707                 | (164.77)        | -    | 1846 | 逆行衛星                           |
| （未登録）         | 2001 QR322         | 海王星トロヤ群 | 50 ～ 160             | 165.7           | -    | 2001 |                                    |
| (15836) 1995 DA2   | (15836) 1995 DA2   | 4:3共鳴天体    | 40 ～ 140             | 220.2           | -    | 1995 |                                    |
| 38083              | ラダマントゥス     | 冥王星族       | 約160                 | 245.79          | -    | 1999 |                                    |
| 90482              | オルクス           | 冥王星族       | 840 ～ 1,880          | 247.94          | 1    | 2004 | 準惑星候補天体                     |
| 134340             | 冥王星             | 冥王星族       | 2,370                 | 248.54          | 3    | 1930 | 準惑星。 最初に発見された          |
| Pluto I            | カロン             | 冥王星族       | 1,186                 | (248.54)        | -    | 1978 | 冥王星の衛星                       |
| 28978              | イクシオン         | 冥王星族       | 822以下               | 248.63          | -    | 2001 | 準惑星候補天体                     |
| 38628              | フヤ               | 冥王星族       | 300 ～ 700            | 250.36          | -    | 2000 |                                    |
| (55637) 2002 UX25  | (55637) 2002 UX25  | キュビワノ族   | 約910                 | 277.31          | 1    | 2002 | 準惑星候補天体                     |
| 20000              | ヴァルナ           | キュビワノ族   | 約936                 | 283.20          | -    | 2000 | 準惑星候補天体                     |
| 136108             | ハウメア           | キュビワノ族   | 1,960 × 1,520 × 1,000 | 285.4           | 2    | 2003 | 準惑星。 歪んだ形をしている        |
| 50000              | クワオアー         | キュビワノ族   | 1,250 ± 50            | 285.92          | 1    | 2002 | 準惑星候補天体                     |
| 15760              | アルビオン         | キュビワノ族   | 約120                 | 289.225         | -    | 1992 | 「EKBOとしては」最初に発見         |
| 53311              | デュカリオン       | キュビワノ族   | 90 ～ 300             | 295.54          | -    | 1999 |                                    |
| 58534              | ロゴス             | キュビワノ族   | 80                    | 305.80          | 1    | 1997 |                                    |
| 19521              | カオス             | キュビワノ族   | 約560                 | 309.10          | -    | 1998 |                                    |
| 136472             | マケマケ           | キュビワノ族   | 1,600 ～ 2,000        | 309.87          | 1    | 2005 | 準惑星                             |
| (55565) 2002 AW197 | (55565) 2002 AW197 | キュビワノ族   | 700 ± 50              | 327.25          | -    | 2002 | 準惑星候補天体                     |
| (26308) 1998 SM165 | (26308) 1998 SM165 | トゥーティノ族 | 130 ～ 400            | 327.38          | 1    | 1998 |                                    |
| (84522) 2002 TC302 | (84522) 2002 TC302 | 5:2共鳴天体    | 1,200以下             | 408.03          | -    | 2002 | 準惑星候補天体。 SDOに含めることも |
| （未登録）         | 2004 XR190         | 分離天体       | 425 ～ 850            | 430.91          | -    | 2004 | 特異な軌道を持つ                   |
| 136199             | エリス             | 散乱円盤天体   | 2,326                 | 557             | 1    | 2003 | 準惑星                             |
| (15874) 1996 TL66  | (15874) 1996 TL66  | 散乱円盤天体   | 約630                 | 754.83          | -    | 1996 | 最初に発見されたSDO                |
| (87269) 2000 OO67  | (87269) 2000 OO67  | 散乱円盤天体   | 28 ～ 87              | 11,624          | -    | 2000 |                                    |
| 90377              | セドナ             | 分離天体       | 1,180 ～ 1,800        | 12,050          | -    | 2003 | 準惑星候補天体                     |